# Maria Ressel

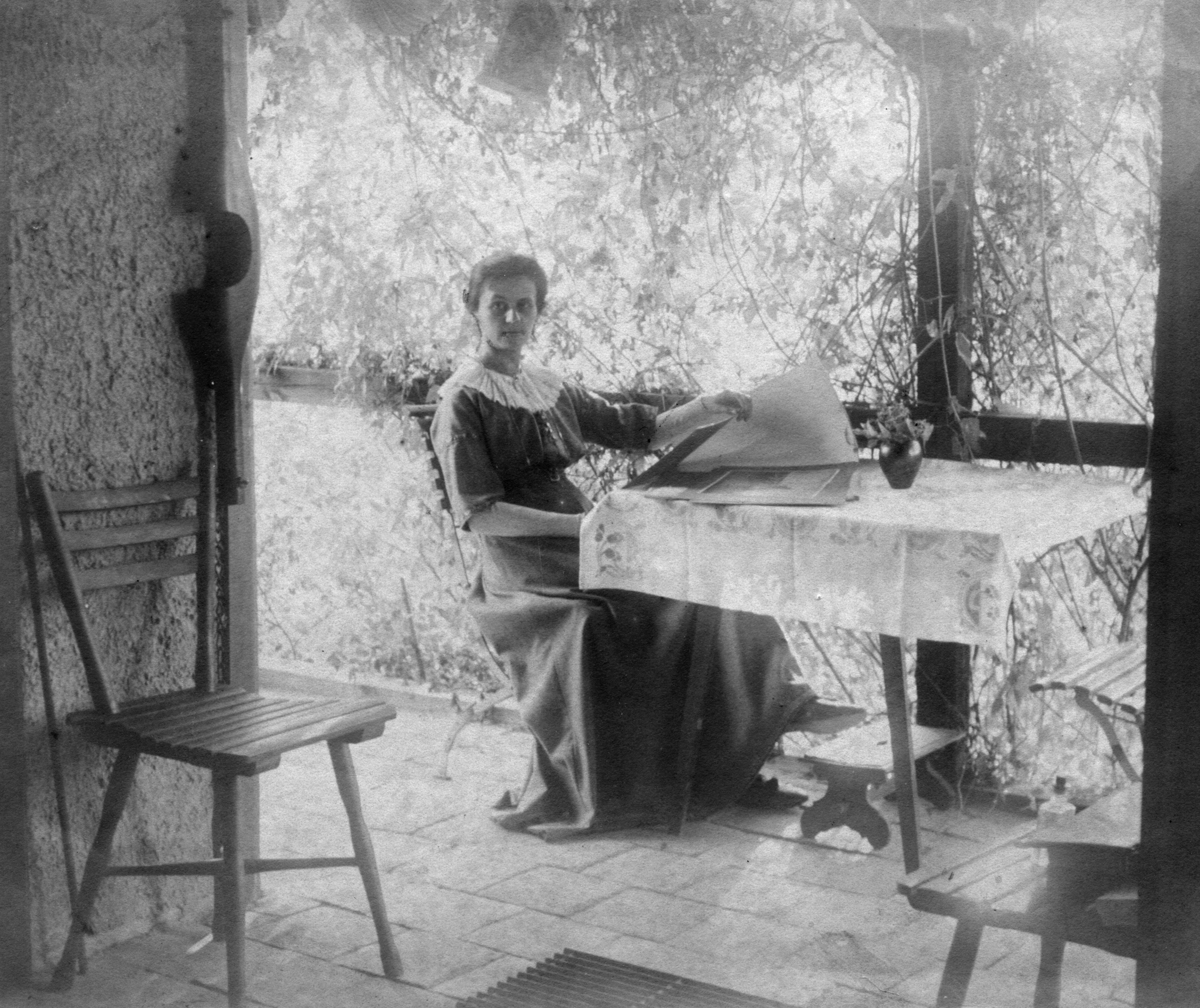
Maria Ressel (um 1910)

Maria Ressel (* 22. Juli 1877 in Wien; † 11. Dezember 1945 in Höllriegelskreuth) war eine österreichische Malerin, Grafikerin und Illustratorin.

## Leben
Maria Ressel wurde in Wien als Tochter von Heinrich Ressel, einem K.k. Hauptmann beim Wiener Arsenal und seiner Ehefrau Maria geboren. Sie begann ihre Ausbildung als Schülerin von Heinrich Lefler (1863–1919) an der Akademie der Bildenden Künste Wien und Karl Karger (1848–1913) an der Wiener Kunstgewerbeschule. Von 1901 bis 1905 leitete sie in Wien eine Malschule im eigenen Atelier am Stock-im-Eisen-Platz 3.
Um 1900 besuchte sie die Malschule von Elise Mahler (1856–1924) in Rothenburg ob der Tauber und ließ sich dort auch zeitweise nieder. Sie unternahmen mehrere Studienreisen, so bereits 1901 nach Italien und 1903/04 für sechs Monate nach Capri. Gemeinsam gründeten sie ab 1904/06 die Mahler & Ressel, Kunsthandlung, Rothenburg o.d.T. mit angeschlossener Webschule und Postkartenverlag. Um 1909 befand sich ihre Kunsthandlung im Baumeisterhaus in der Oberen Schmiedgasse 3. Gefertigt wurden Webarbeiten und Postkarten in Anlehnung an den Jugendstil. Der Jugendstil spiegelt sich auch in ihren Ölbildern, Aquarellen, Zeichnungen und Radierungen wider. Bekannt wurde sie auch durch eine Vielzahl von Ex Libris.
Eine Studienreise nach Ägypten mit Thomas Cook Travels unternahm sie 1908/1909 gemeinsam mit Elise Mahler, hier kam es zur Begegnung mit dem Afrikaforscher Georg Schweinfurth. Für zwei Monate weilten sie während der Reise bei dem Ägyptologen Ludwig Borchardt im Deutschen Haus in Theben, zur gleichen Zeit wie der Maler Carl Wuttke. 1912 war sie in Baden-Baden, ab 1913 in München tätig, hier hatte sie Wohnsitze in Nymphenburg, in Grünwald und in Pullach.
Sie war Mitglied der Münchner Künstlergenossenschaft, im Verein für Original-Radierung München, im Münchner Künstlerinnenverein von ca. 1905 bis 1920 sowie im Verein der Berliner Künstlerinnen. Weitere Reisen führten sie in die Heimat von Elise Mahler nach Flensburg sowie zu der befreundeten Malerin Elisabeth Büttner (1853–1934) nach Hamburg und in den 1920er Jahren mehrfach auch in deren Sommerhaus auf der Insel Hiddensee. Sie wurde so wie auch Elisabeth Büttner zu einem Malgast des Hiddensoer Künstlerinnenbundes.

## Werke / Ausstellungen
Gemälde/Radierungen
- aus dem Engadin.
- Porträt Jacob Calle Mahler.

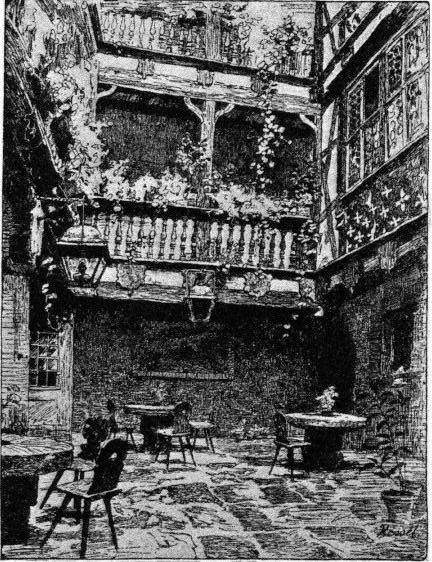
Hof im Baumeisterhaus,
Rothenburg o. d. Tauber

- Strafturm und Ausblick ins Rothenburger Umland. (RothenburgMuseum, Rothenburg ob der Tauber)
- Mädchen im Wald. (Radierung)
- Neujahr. (Radierung)
- Alte Gasse Rothenburg. 1909 (Radierung)
- Hiddensee. Boote am Strand. 1921
- Georg Schweinfurth in Assuan, Ägypten. 1909 (Zeichnung)[6]
- Melonenverkäufer.[7]
- Waldschloss.[7]
- Palmen in Ägypten.[7]
- Torduchblick, Rothenburg o. T. 1912 (Radierung)[5]
- Straße in Cairo. 1914 (Originalradierung)
- Berghäuser. und Nydeckhof in Bern. 1916 (Radierungen)
- Schloß Grünwald. 1917 (Originalradierung)
- Hinter Blumen. 1918 (Farbige Zeichnung)
- Verkündung an die Hirten. (Tempera); Weihnacht. (Originalradierung); Weibliches Bildnis mit Pelzkappe. (Tempera und Stifte), alle 1920
- Blick auf Grünwald an der Isar. 1921 (Originalradierung)
- Vogelpredigt des hl. Franz. 1922 (Orig.-Radierung)[5]

Illustrationen
- Hermann Uhde-Bernays: Rothenburg ob der Tauber. (Städte-Monographie mit Illustrationen und Zeichnungen von M. Ressel), Klinkhardt & Biermann, Leipzig, ab 1907.
- August Schnizlein: Führer durch Rothenburg o.d. Tauber. (Farbige Deckelzeichnung im Jugendstil von M. Ressel), Peter, Rothenburg ob der Tauber, ab 1915.
- Georg Harro Schaeff-Scheefen: Geliebte in Franken. (drei Zeichnungen von M. Ressel), Peter, Rothenburg ob der Tauber, ab 1942.

Ausstellungen
- 1912–1922: regelmäßige Ausstellungsbeteiligung im Münchener Glaspalast[5]
- 1916: Ausstellungsbeteiligung im Verein der Berliner Künstlerinnen
- 1917: Fünfte Ausstellung der Vereinigung bildender Künstlerinnen Österreichs (VBKÖ) in Wien[8][9]
- 1917: Ausstellung der VBKÖ in Wien[10]
- 1941: Große Deutsche Kunstausstellung im Haus der Deutschen Kunst zu München[11]
- 2009: Ausstellung Malerinnen in Rothenburg im Reichsstadtmuseum Rothenburg (heute: RothenburgMuseum)[12]